# 梁川站 (福島縣)

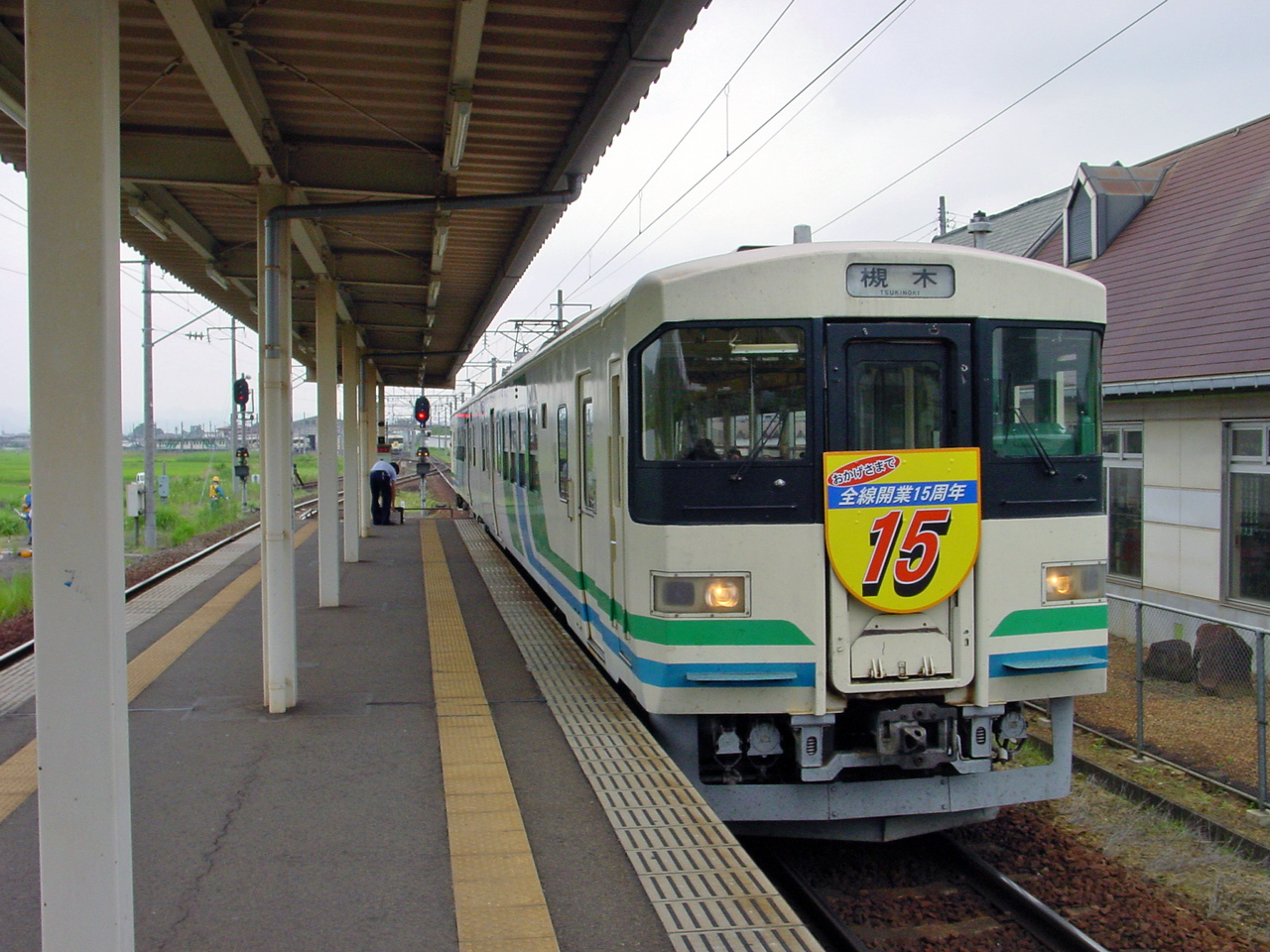
月台（2003年7月）

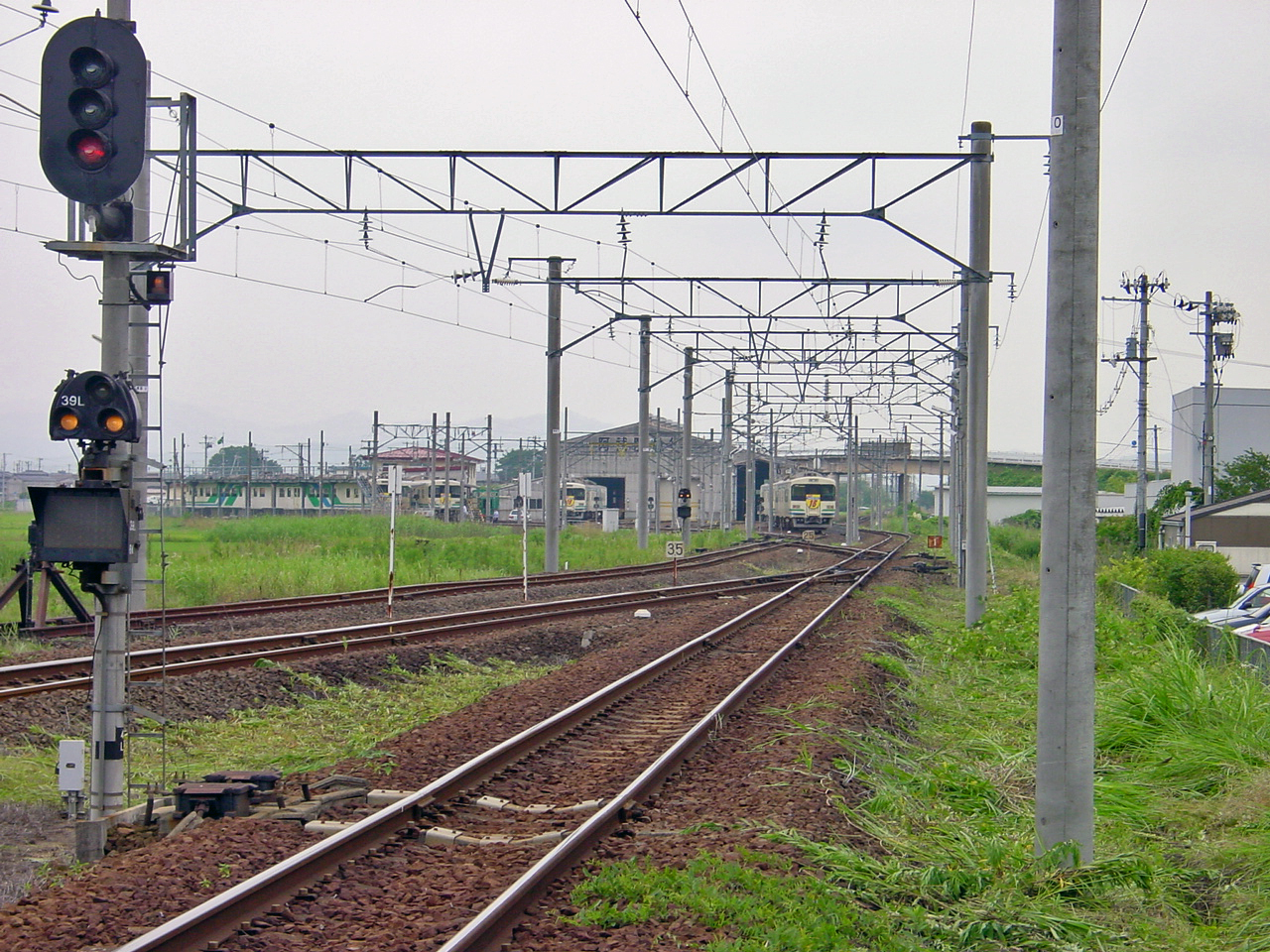
從月台上遠望車廠（2003年7月）

梁川站（日语：／ Yanagawa eki */?）是位於福島縣伊達市梁川町青葉町，阿武隈急行的阿武隈急行線車站。
車站的口頭禪是「伊達氏之故鄉」

## 歷史
- 1988年（昭和63年）7月1日 - 車站啟用。

## 車站構造
此站是地面車站，設有1面2線的島式月台。車站設有車站大樓，車站大樓與月台之間設有站內平交道口連接。車站南邊設有阿武隈急行總部與車廠。此站是鐵路線上的重點車站，設有列車從此站出發或作為終點站。上行本線和下行本線可向福島和槻木兩方向出發。另外，福島方向可進入上行和下行本線，槻木方向只可進入上行本線。在早上通勤上學時段，此站設有列車進行結併和分離車廂。
此站是業務委託車站（委托伊達市銀齡人材中心）。在早上和晚上沒有車站職員當值。售票處、自動售票機、自動販賣機（飲品和雪糕）、蕎麥處氏家和候車處均位於車站大樓。

## 使用狀況
在2016年度的1日平均乘車人次為244人。以下為近年乘車人次變化：
| 乘車人員變化 | 乘車人員變化     |
| 年度         | 1日平均 乘車人次 |
| ------------ | ---------------- |
| 2000         | 334              |
| 2001         | 301              |
| 2002         | 279              |
| 2003         | 260              |
| 2004         | 247              |
| 2005         | 241              |
| 2006         | 252              |
| 2007         | 240              |
| 2008         | 227              |
| 2009         | 230              |
| 2010         | 233              |
| 2011         | 219              |
| 2012         | 252              |
| 2013         | 255              |
| 2014         | 252              |
| 2015         | 254              |
| 2016         | 244              |

## 車站周邊
- 伊達市政廳梁川綜合分所（舊梁川町（日语：梁川町）公所）
- 阿武隈急行總部
- 伊達市車站廣場梁川（站內）
- JR技術服務仙台（日语：ジェイアールテクノサービス仙台）阿武隈急行分所

## 巴士路線
| 乘車處 | 系統            | 主要途經                       | 目的地       | 巴士公司 | 備註 |
| ------ | --------------- | ------------------------------ | ------------ | -------- | ---- |
|        | 經月之輪 梁川線 |                                | 鹽野川       | 福島交通 |      |
|        | 經月之輪 梁川線 | 柳田、保原巴士中心入口、月之輪 | 福島站東出口 | 福島交通 |      |

## 相鄰車站
阿武隈急行
■阿武隈急行線
新田－梁川－梁川希望之森公園前

## 注腳
1. ↑  .   [2021-01-18]. （原始内容存档于2018-06-08）.